# 拉什 (肯塔基州)
拉什（英語：Rush）是位於美國肯塔基州博伊德縣和卡特縣的一個非建制地區。

## 地理
拉什所處的海拔為高於海平面194米（即637英呎），而該地所採用的時區為UTC-5，即北美東部時區（EST）。同時該地設有夏令時間，為UTC-5調快一小時，即UTC-4（EDT）。